# Encarsia abundantia
Encarsia abundantia är en stekelart som beskrevs av Chou och Su 1996. Encarsia abundantia ingår i släktet Encarsia och familjen växtlussteklar.
Artens utbredningsområde är:
- Maldiverna.
- Taiwan.

Inga underarter finns listade i Catalogue of Life.